# 奉化县学旧址
29°39′24″N 121°24′04″E / 29.656592°N 121.401070°E
奉化县学旧址，俗称孔圣殿，是中国浙江省宁波市奉化区一处学堂旧址，也是奉化城区唯一的殿堂建筑。奉化县学旧址位于锦屏街道东门路227号锦屏中心小学校园内，建于清咸丰八年（1858年），目前仅存大成殿、泮池及跨鳌桥。大成殿宽19.4米，进深18.3米，面阔三间，深三间，现存台基高0.65米。建筑为重檐歇山顶，明间为抬梁式，其余为穿斗抬梁混合结构。奉化县学旧址曾经作为孔庙和县学，同时收藏古物奇珍，但大都散佚。
奉化县学旧址1982年成为县级文物保护单位，2017年成为浙江省文物保护单位。

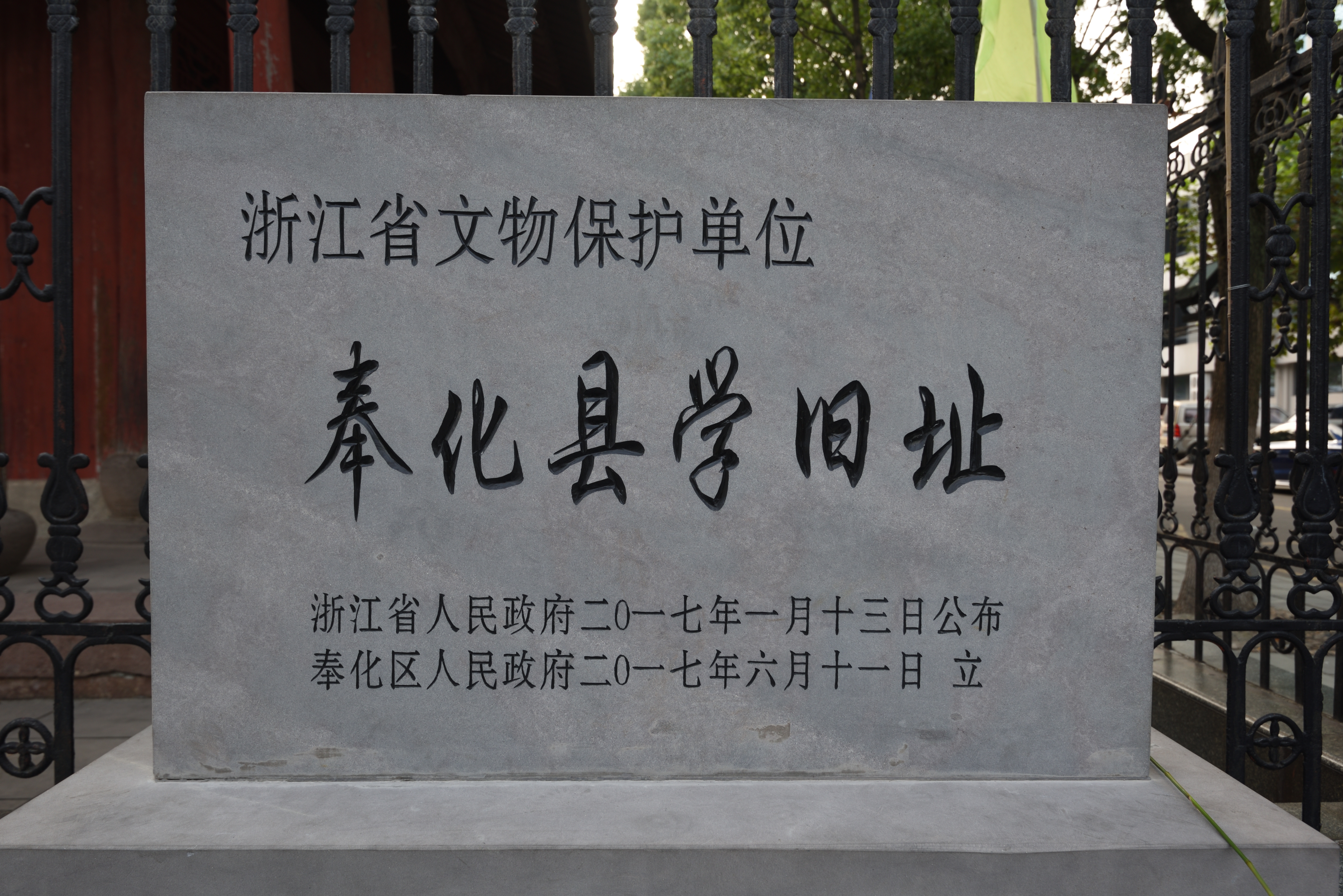
奉化县学旧址之浙江省文物保护单位碑